# Jonathan Kasdan
Jonathan Kasdan (Los Ángeles, California; 30 de septiembre de 1979) es un escritor, actor y director estadounidense.

## Biografía
Kasdan es hijo de Meg Kasdan —nacida Goldman— y del escritor y director de cine Lawrence Kasdan. Es hermano del actor y director Jake Kasdan. Su debut como director, en Entre mujeres, fue estrenado en Estados Unidos en 2007. Kasdan también escribió la película, que se estrenó en el Festival de Cine de Cannes en 2006. Kasdan ha trabajado como actor y guionista en series de televisión estadounidenses como Freaks and Geeks, Dawson's Creek y películas como El cazador de sueños. Tuvo su debut como actor en 1983 en la película de su padre, Reencuentro. Kasdan fue diagnosticado con la enfermedad de Hodgkin cuando era un joven de 17 años en la escuela secundaria.

## Filmografía

### Como actor
| Año       | Película                            | Rol                          | Notas                                |
| --------- | ----------------------------------- | ---------------------------- | ------------------------------------ |
| 1983      | Reencuentro                         | Hijo de Harold y Sarah       |                                      |
| 1985      | Silverado                           | Chico en el puesto avanzado  |                                      |
| 1988      | The Accidental Tourist              | Niño en el consultorio       |                                      |
| 1990      | Te amaré hasta que te mate          | Dominic                      |                                      |
| 1994      | Wyatt Earp                          | Chico del bar                |                                      |
| 1999      | Freaks and Geeks                    | Tommy                        | Serie de televisión; un episodio     |
| 2002      | Slackers                            | Barry                        |                                      |
| 2002      | Big Trouble                         | Aprendiz Jack Pendick        |                                      |
| 2002      | Dawson's Creek                      | Chico con aspecto desgarbado | Serie de televisión; un episodio     |
| 2003      | El cazador de sueños                | Defuniak                     |                                      |
| 2012      | ¡Por fin solos!                     | Offciante                    |                                      |
| 2011–2014 | Californication                     | Director                     | Serie de televisión; nueve episodios |
| 2018      | Han Solo: una historia de Star Wars | Bink Otauna                  |                                      |

### Como director/escritor
| Año       | Película                            | Director | Escritor | Notas                                 |
| --------- | ----------------------------------- | -------- | -------- | ------------------------------------- |
| 2000      | Freaks and Geeks                    | No       | Sí       | Serie de televisión; un episodio      |
| 2000–2002 | Dawson's Creek                      | No       | Sí       | Serie de televisión; cuatro episodios |
| 2007      | Entre mujeres                       | Sí       | Sí       |                                       |
| 2012      | The First Time                      | Sí       | Sí       |                                       |
| 2016      | Roadies                             | Sí       | No       | Serie de televisión; dos episodios    |
| 2018      | Han Solo: una historia de Star Wars | No       | Sí       |                                       |